# Magners League 2007/08
Die Saison 2007/08 der Magners League, der von irischen, walisischen und schottischen Rugby-Teams gemeinsam ausgetragenen Meisterschaft, begann am 31. August 2007. Die Saison umfasste 18 Spieltage (je eine Vor- und Rückrunde) und dauerte bis zum 10. Mai 2008. Das schottische Team Border Reivers wurde von der Scottish Rugby Union im Vorfeld aufgrund finanzieller Schwierigkeiten zurückgezogen. Leinster Rugby aus Irland gewann den Meistertitel.

## Tabelle
M = Amtierender Meister
|     | Team                  | Spiele | Siege | Unent. | Ndlg. | Spiel- punkte | Diff. | Bonus- punkte | Tabellen- punkte |
| --- | --------------------- | ------ | ----- | ------ | ----- | ------------- | ----- | ------------- | ---------------- |
| 01. | Leinster Rugby        | 18     | 13    | 1      | 4     | 428:283       | + 145 | 7             | 61               |
| 02. | Cardiff Blues         | 18     | 12    | 0      | 6     | 395:315       | + 80  | 8             | 56               |
| 03. | Munster Rugby         | 18     | 10    | 1      | 7     | 330:258       | + 72  | 6             | 48               |
| 04. | Edinburgh Rugby       | 18     | 9     | 3      | 6     | 313:285       | + 28  | 6             | 48               |
| 05. | Glasgow Warriors      | 18     | 10    | 1      | 7     | 340:349       | - 9   | 4             | 46               |
| 06. | Llanelli Scarlets     | 18     | 7     | 0      | 11    | 403:362       | + 41  | 11            | 39               |
| 07. | Ospreys (M)           | 18     | 6     | 1      | 11    | 321:255       | + 66  | 11            | 37               |
| 08. | Newport Gwent Dragons | 18     | 7     | 1      | 10    | 282:394       | - 112 | 4             | 34               |
| 09. | Ulster Rugby          | 18     | 6     | 1      | 11    | 278:407       | - 129 | 3             | 29               |
| 10. | Connacht Rugby        | 18     | 5     | 1      | 12    | 214:396       | - 182 | 2             | 24               |

Die Punkte werden wie folgt verteilt:
- 4 Punkte bei einem Sieg
- 2 Punkte bei einem Unentschieden
- 0 Punkte bei einer Niederlage (vor möglichen Bonuspunkten)
- 1 Bonuspunkt für vier oder mehr erfolgreiche Versuche, unabhängig vom Endstand
- 1 Bonuspunkt bei einer Niederlage mit sieben oder weniger Punkten Unterschied

## Statistik

### Meiste erzielte Versuche
|   | Name            | Versuche | Verein            |
| - | --------------- | -------- | ----------------- |
| 1 | Regan King      | 7        | Llanelli Scarlets |
| 2 | Tom James       | 5        | Cardiff Blues     |
| 2 | Morgan Stoddart | 5        | Llanelli Scarlets |

### Meiste erzielte Punkte
|   | Name            | Punkte | Verein            |
| - | --------------- | ------ | ----------------- |
| 1 | Rhys Priestland | 107    | Llanelli Scarlets |
| 2 | Shaun Connor    | 103    | Ospreys           |
| 3 | Tim Donnelly    | 72     | Connacht Rugby    |
| 4 | Paul Warwick    | 60     | Munster Rugby     |
| 5 | Jonathan Sexton | 59     | Leinster Rugby    |